# Mara Jade
Mara Jade a (Y. e. 17 – Y. u. 40) a Csillagok háborúja kiterjesztett univerzumának kitalált titokzatos szereplője. A szüleit Palpatine megölette. Faja ember (nő). Szülőbolygója nem ismert.

## Tulajdonságai

### Ismert mesterei
- Palpatine (Sith mester)
- Luke Skywalker (Jedi mester)
- Kyle Katarn (Jedi mester)

### Ismert tanítványai
- Jaina Solo (Jedi tanítvány)
- Anakin Solo (Jedi tanítvány)

### Fegyver
Blaster pisztoly, fénykard (egy lila az Uralkodó ajándékaként, egy zöld, amit egy halott Jeditől vett el, Anakin Skywalker kék pengéjű fénykardja, egy általa készített lila pengéjű és egy általa készített vörös pengéjű fénykard)

### Előfordulás
Jedi Akadémia trilógia, Thrawn trilógia, Új Jedi-Rend sorozat, Sötét Fészek trilógia stb.

## Története

### A Birodalom szolgálatában
Mara Jade egyike volt annak a Sötét Jedikből álló csoportnak, akiket az Uralkodó Kezeinek neveztek. Ezek Erőérzékeny ügynökökből álltak, akiket az Uralkodó megtanított az Erő használatára, és a fénykard forgatására. Mara Jade az Uralkodó személyes bizalmát érezte, remek politikai érzéke volt. Az Erőnek mindössze alapjait ismerte, de eléggé tapasztalt volt ahhoz, hogy bármilyen fajta információt megszerezzen. 
Az  Uralkodó a halála előtt Mara Jade-et arra utasította, hogy ölje meg Luke Skywalkert. Mara beférkőzött Jabba, a Hutt palotájába, táncosnak kiadva magát, de Jabba nem engedte meg neki, hogy ott legyen Luke és társai kivégzésén. Teljesíteni akarta az utolsó parancsot, amit az Uralkodótól kapott: "Meg fogod ölni Luke Skywalkert!"

### Az Új Köztársaság harcosa
Éveken keresztül Mara járta a galaxist egy Tallon Karrde nevű csempész és legénysége társaságában, és mikor azok elfogták Luke Skywalkert, Mara csak nagyon nehezen állta meg, hogy ne végezzen vele. Luke és ő végül elszöktek Karrde-tól, de Mara hiába akarta megölni Luke-ot, mindig szüksége volt a Jedi segítségére. Mara végül csatlakozott az Új Köztársasághoz, és aktívan részt vett a Galaktikus Birodalom elleni harcokban. Luke mindig úgy gondolta, tovább kéne képeznie Mara Jade-t, hogy belőle is Jedi-lovag válljon. Mara, ő és még sok katona a Wayland bolygóra mentek, hogy legyőzzék a Thrawn admirális szolgálatába állt Joruus C'baoth klón Sötét Jedi mestert. C'baoth mester megpróbálta áttéríteni mindkét Jedit a Sötét Oldalra, azonban kudarcot vallott, így segítségül hívta a klónozott Luke Skywalkert, Luuke-ot, a Sötét Jedit. A két Luke kemény fénykardpárbajt vívott egymás ellen, hisz Luukenál volt Anakin Skywalker kéken izzó fénykardja. Az igazi Luke rájött, hogy nem ölheti meg klónját, hisz akkor áttérne a Sötét Oldalra. Segítségükre sietett Leia Organa Solo, Han Solo és sok katona, akik segítették a harc közben. Mara Jade pedig Luke zöld fénykardja segítségével megöli a klón Luuke-ot, beteljesítve ezzel az Uralkodó parancsát. A heves csata után a Coruscanton Luke Skywalker ajándékba adta Mara Jade-nek apja kékesen izzó fénykardját.
Majd Mara beleszeret Luke-ba, ezért elmegy Luke iskolájába hogy a közelében tanulhasson, legnagyobb szerencséjére eggyel több a diák, így egy diákot Luke tanít. A sorsolás eredményeként Mara lesz Luke tanítványa.
Később egy nagy harc közepén Luke megkéri Mara kezét, aki egyből igent mond. Majd egy csendes szertartással összeházasodnak és a neve Mara Jade Skywalker lesz.
Egy másik harcban Marát súlyosan megfertőzik, így Luke elviszi őt egy menekülttáborba. Nom Anor fejlesztette ki a betegséget a Jedik hatalmának megméréséhez. Sok embert megfertőztek. Hannak sikerül ellenszert szereznie, a csodabogyót és így Mara meggyógyul és arra is rájön, hogy terhes. Nyolc hónappal később megszületik Ben Skywalker, aki apja (Luke Skywalker) és anyja (Mara Jade Skywalker) kitűnő génjeit örökli, így ő lesz az univerzum leghatalmasabb Jedi-je. 40.Y.U.-ban Jacen Solo megöli.
Mara első, Palpatine-tól kapott, fénykardjának energiakristálya megegyezik azzal a kristállyal, mely egykor Mace Windu-nak szolgáltatta az energiát a Jedi Mester fegyverébe.

## Fordítás
- Ez a szócikk részben vagy egészben  a   Mara Jade című angol Wikipédia-szócikk fordításán alapul.  Az eredeti cikk szerkesztőit annak laptörténete sorolja fel. Ez a jelzés csupán a megfogalmazás eredetét és a szerzői jogokat jelzi, nem szolgál a cikkben szereplő információk forrásmegjelöléseként.

## Külső hivatkozások
- Mara Jade Skywalker